# 제전항 (울산)
제전항은 울산광역시 북구 구유동에 위치한 어항이다. 어촌정주어항으로 지정 관리하고 있다. 어항관리청은 울산광역시 북구청장이다.

## 연혁
- 제전(저전, 딱바)은 구유동에 있는 마을로 옛날에 닥밭이 있었다하여 유래되었다.
- 2008년 9월 22일 울산광역시 북구청장이 어촌정주어항으로 변경 지정 고시하였다.[1]

## 어항 시설
방파제 62m, 물량장 78m

## 어항 구역
본 항의 어항구역은 다음과 같다.
- 수역[2]
  - T.T.P방파제와 북방파제를 연결하는 선내 수역 - TM좌표 No1 N241,690.903, E234,312.490 /No2 N241,696.833, E234,360.215 /No3 N241,592.219, E234,414.990 /No4 N241,454.296, E234,293.747 (33,500m2)

## 기본 계획
2008년 9월 22일 고시된 어촌정주어항 기본계획의 내용은 다음과 같다.
- 방파제 기존 62m + 연장 30m, 물양장 기존 78m, 호안 정비 30m, 파제제 30m, 파제벽 70m, 암반준설 7,780m2

## 주요 어종
돌미역, 참가자미, 멸치, 전복

## 주변 볼거리
- 강동해안은 청정해역과 바위절경, 몽돌, 흑자갈 등 수려한 해안 자연경관을 지니고 있으며 국도31호선을 따라 경주, 포항과 지리적으로 연계돼 신라문화권을 한눈에 볼 수 있는 종합관광지이다.
- 정자어촌계에서 운영하는 활어직판장을 통해 싱싱한 회를 맛볼 수 있으며 당사마을에는 마애여래좌상, 우가산 봉수대 등 문화재를 접할 수 있고 정감나는 동산, 산위에 넓게 펼쳐진 억새밭, 동해의 맑은 바다와 바다에서 내려다 보는 강동축구장이 있다.

## 관련 축제
강동수산물축제(3월), 강동해변물놀이축제(7~8월), 강동해변해맞이축제(12월)